# جولاهی (بهبهان)
جولاهی یک روستا در ایران است که در دهستان درونک واقع شده‌است. جولاهی ۱۱۲ نفر جمعیت دارد.